# 李世哲
李 世哲（り せいてつ、生年不詳 - 524年）は、北魏の軍人。本貫は頓丘郡衛国県。弟は李神軌。

## 経歴
李崇の長男として生まれた。性格は軽率で、供回りは派手で贅沢だった。若くして征戦を経験し、将才のあるところを見せた。司徒中兵参軍を初任とし、抜擢されて征虜将軍・驍騎将軍となった。まもなく後将軍に転じ、三関別将となった。514年（延昌3年）、少数民族の反乱を討ってこれを撃破し、南朝梁の龍驤将軍の文思之や文天生を斬った。洛陽に召還されて鴻臚少卿に任じられた。性格は狡猾で、人に良く仕え、賄賂を使って出世した。高肇や劉騰が北魏の朝廷で権勢をふるうと、世哲はかれらと親しくつきあったことから、当時の世間に「李錐」と呼ばれた。孝明帝の末年、宗正卿に転じ、平南将軍の号を加えられた。平南将軍のまま大司農卿に転じた。さらに太僕卿に転任し、鎮東将軍の号を加えられた。まもなく鎮東将軍のまま相州刺史として鄴に出向した。世哲が相州に着任すると、零細民を追い出したり、仏寺を移したり、強迫をもってその土地を買うと、自らの広壮な邸宅を営んだ。李崇の北伐の後、世哲は洛陽に召還されて太常卿を兼ねた。御史高恭之が世哲の自宅を捜索して、その罪を上表した。後に世哲は鎮西将軍・涇州刺史に任じられ、衛国県子の爵位を受けた。524年（正光5年）7月、死去した。衛国県子のまま散騎常侍・衛将軍・吏部尚書・冀州刺史の位を追贈された。

## 伝記資料
- 『魏書』巻66 列伝第54
- 『北史』巻43 列伝第31